# Café Achteck

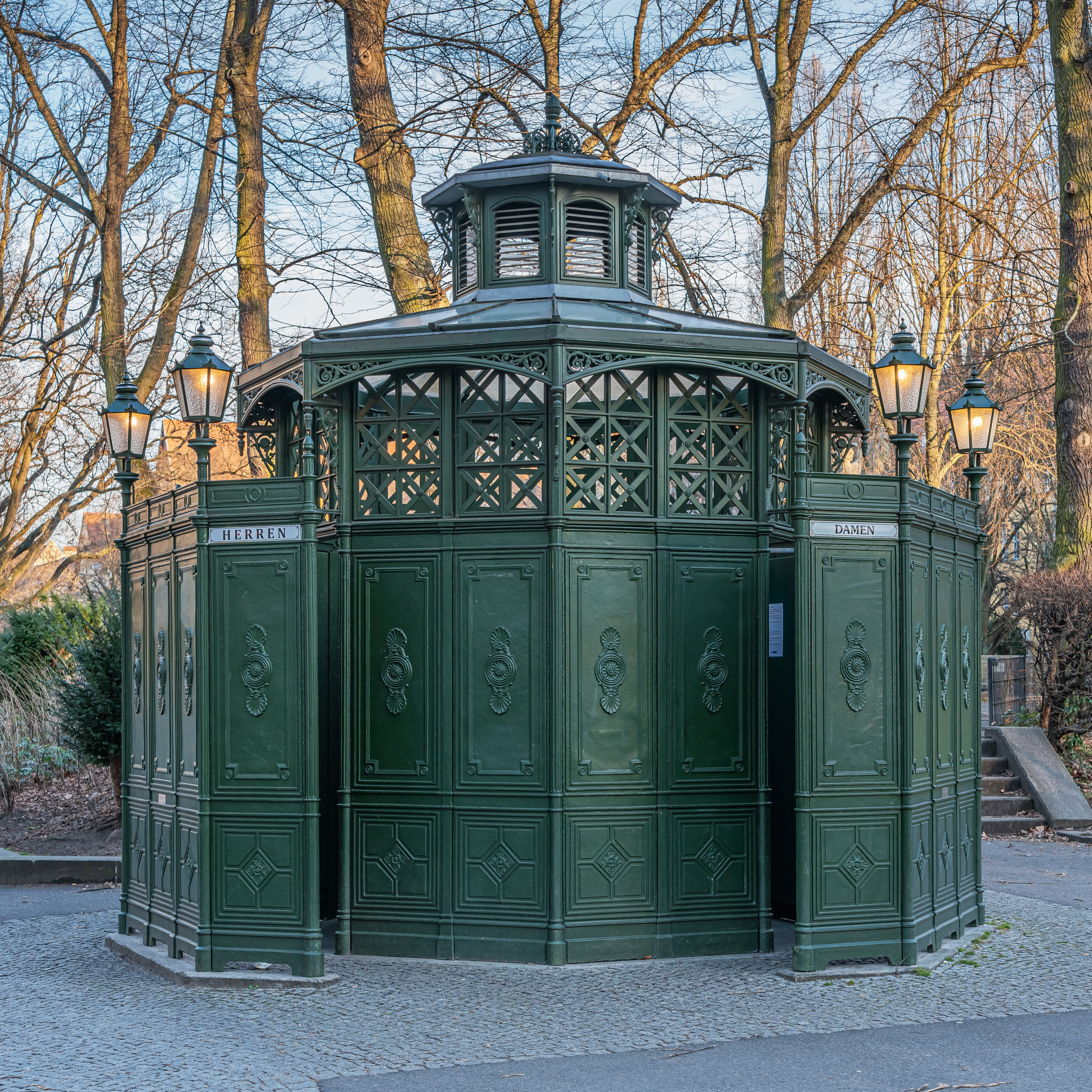
Un café Achteck sur la Rüdesheimer Platz à Berlin-Wilmersdorf.

Un café Achteck [ˈaχtˌʔɛk]  (littéralement : café octogonal) est une expression idiomatique béroliniste pour des vespasiennes de style traditionnel gründerzeit remarquables par leur forme octogonale. Il forme en effet un édicule en fonte peinte en vert érigé avec huit angles et huit côtés dont le dernier est ouvert, permettant l'accès aux sept urinoirs. Cette entrée est protégée des regards par un paravent. La vespasienne est surmontée par un toit pour s'abriter. Conçus en 1878 sur un modèle inventé par l'architecte conseil de la ville de Berlin Carl Theodor Rospatt (1831-1901), ils étaient au nombre de 142 à l'avènement du grand Berlin en 1920. Il en reste aujourd'hui une trentaine dans la capitale allemande.

## Exemples
Les Cafés Achteck qui demeurent aujourd'hui sont un peu plus de trente et ne se situent parfois plus à leur place originelle.
- Sur la Chamissoplatz à l'embouchure de l'Arndtstraße à Berlin-Kreuzberg, (52° 29′ 19″ N, 13° 23′ 27″ E)
- Au coin de la Fellbacher Platz et de la Heinsestraße à Berlin-Hermsdorf, (52° 36′ 58″ N, 13° 18′ 27″ E)
- Sur le Gendarmenmarkt, à l'angle de la Französische Straße et de la Markgrafenstraße à Berlin-Mitte, (52° 30′ 53″ N, 13° 23′ 34″ E, devenues mixtes depuis)
- À l'intersection de la Karl-Marx-Straße (de) / Kirchhofstraße à Berlin-Neukölln, (52° 28′ 18″ N, 13° 26′ 29″ E)
- À l'angle de la Sonnenallee et de l'Elbestraße à Neukölln, (52° 28′ 18″ N, 13° 26′ 29″ E)
- Sur la Leuthener Platz, à l'angle de la Leuthener Straße/Naumannstraße à Berlin-Schöneberg, (52° 28′ 52″ N, 13° 21′ 48″ E)
- Sur la Pekinger Platz (de) à Berlin-Wedding, (52° 32′ 24″ N, 13° 21′ 12″ E)
- Au coin de la Rüdesheimer Platz (de) et de la Rüdesheimer Straße à Berlin-Wilmersdorf, (52° 28′ 24″ N, 13° 18′ 53″ E, aménagées pour les deux sexes)
- Sur la Senefelderplatz (de), à l'angle de la Schönhauser Allee et de la Metzer Straße à Berlin-Prenzlauer Berg, (52° 31′ 57″ N, 13° 24′ 46″ E)
- Stephanplatz, au coin de la Stephanstraße et de l'Havelberger Straße à Berlin-Moabit dans le Stephankiez (de), (52° 32′ 01″ N, 13° 20′ 49″ E)
- Unionplatz, à l'intersection Siemensstraße/Oldenburger Straße à Moabit, (52° 32′ 00″ N, 13° 20′ 12″ E)
- À l'angle de la Huttenstraße et de la Wiebestraße à Moabit, (52° 31′ 42″ N, 13° 19′ 11″ E, hors service)
- À la station de métro Alt-Mariendorf, terminus sud de l'U6, à l'angle de la Friedenstraße et de Mariendorfer Damm (de) à Berlin-Tempelhof, (52° 26′ 19″ N, 13° 23′ 13″ E)
- À l'angle de la Schloßstraße et de la Berliner Straße, près de la station de métro Alt-Tegel, le terminus nord de l'U6, à Berlin-Tegel, (52° 35′ 27″ N, 13° 16′ 59″ E)
- À l'angle de la Malplaquetstraße (de) et de l'Utrechter Straße à Berlin-Wedding, (52° 33′ 03″ N, 13° 21′ 35″ E, lieu initial du café Achteck, disparu depuis)

## Liens
- « Historische Berliner Urinale », sur surveyor.in-berlin.de via Wikiwix (consulté le 30 décembre 2023)
- « Tempel aus Gusseisen. Urinale, Café Achteck und Vollanstalten », sur luise-berlin.de (consulté le 30 décembre 2023)